# Loxogramme salicifolia
Loxogramme salicifolia är en stensöteväxtart som först beskrevs av Mak., och fick sitt nu gällande namn av Mak. Loxogramme salicifolia ingår i släktet Loxogramme och familjen Polypodiaceae. Inga underarter finns listade.